# Definitely, Maybe
Definitely, Maybe é um filme franco-britânico-norteamericano de 2008, do gênero comédia romântica, distribuído pela Universal Pictures, dirigido por Adam Brooks e estrelado por Ryan Reynolds, Isla Fisher, Rachel Weisz, Elizabeth Banks, e Abigail Breslin.

## Sinopse
Will Hayes é um jovem de 30 e poucos anos que vive em Manhattan com a filha de 10 anos de idade, Maya. Will está se divorciando, quando Maya decide querer saber absolutamente tudo sobre como os pais se conheceram e se apaixonaram. Will não se intimida e começa a contar a ela três de seus relacionamentos passados, dando detalhes de cada uma das mulheres. No entanto ele troca os nomes, para que a filha descubra com qual delas ele veio a se casar. À medida que Maya começa a juntar as peças daquele quebra-cabeças, a menina passa a entender que o amor não é tão simples quanto parece.

## Elenco
- Ryan Reynolds como William Mathew 'Will' Hayes
- Isla Fisher como April Hoffman
- Abigail Breslin como Maya Hayes
- Elizabeth Banks como Sara/Emily Jones
- Rachel Weisz como Natasha/Summer Hartley
- Kevin Kline como Professor Hampton Roth
- Derek Luke como Russell T. McCormack
- Adam Ferrara como Gareth
- Annie Parisse como Anne
- Liane Balaban como Kelly
- Nestor Serrano como Arthur Robredo

## Crítica
Definitely, Maybe recebeu críticas positivas. No dia 20 de Junho de 2008, o marcador de avaliações do site Rotten Tomatoes marcava 73% de avaliações positivas, baseado em 102 votos. Já o site Metacritic marcava 59 de 100, baseado em 30 avaliações.

## Recepção
Na semana de lançamento, o filme arrecadou 9,7 milhões de dólares em 2 204 cinemas nos Estados Unidos e Canadá, ficando na 5ª posição do ranking americano. Até 28 de Setembro de 2008, o filme já havia arrecadado 54 918 573 dólares mundialmente.